# Liste der Kulturdenkmäler in Rheinböllen
In der Liste der Kulturdenkmäler in Rheinböllen sind alle Kulturdenkmäler der rheinland-pfälzischen Stadt Rheinböllen einschließlich der Stadtteile Kleinweidelbach und Rheinböllerhütte aufgeführt. Grundlage ist die Denkmalliste des Landes Rheinland-Pfalz (Stand: 27. Oktober 2023).

## Rheinböllen

### Denkmalzonen
| Bezeichnung                                              | Lage                                                    | Baujahr | Beschreibung | Bild                           |
| -------------------------------------------------------- | ------------------------------------------------------- | ------- | --- | ------------------------------ |
| Denkmalzone Puricellische Stiftung/ehemaliges Waisenhaus | Bacharacher Straße 11 Lage                              | 1862–64 | von Ringmauer umschlossene Baugruppe: Tor bezeichnet 18[xx]; ehemaliges Waisenhaus (siehe dort); Kapelle zur unbefleckten Empfängnis (siehe dort); Altersheim (siehe dort); Fachwerkverwaltungsbau, Garten | weitere Bilder Fotos hochladen |
| Denkmalzone „Um die evangelische Kirche“                 | Bacharacher Straße 8 und 10, Marktstraße 13 Lage        |         | Ensemble aus evangelischer Kirche (Bacharacher Straße 19), evangelischem Pfarrhaus (Bacharacher Straße 8) und ehemaliger evangelischer Schule (Marktstraße 13)                                             | BW                             |
| Denkmalzone „Um St. Erasmus“                             | Kirchgasse 3, 4, 5 Lage                                 |         | geschlossene Platzanlage mit der katholischen Kirche St. Erasmus (Kirchgasse 4), dem katholischen Pfarrhaus (Kirchgasse 5) und der ehemaligen katholischen Schule (Kirchgasse 3)                           | BW                             |
| Denkmalzone Jüdischer Friedhof Rheinböllen               | nordöstlich der Stadt; Flur Hinten aufm Rockenberg Lage | 1845    | 1845 gegründet, etwa 20 Grabsteine von 1852 bis 1935 | weitere Bilder Fotos hochladen |

### Einzeldenkmäler
| Bezeichnung                         | Lage                                         | Baujahr                            | Beschreibung | Bild                           |
| ----------------------------------- | -------------------------------------------- | ---------------------------------- | --- | ------------------------------ |
| Altes Rathaus                       | Am Markt 1 Lage                              | 1873                               | neugotischer Backsteinbau, 1873 | Fotos hochladen                |
| Brunnen                             | Am Markt, vor Nr. 1 Lage                     | 1840                               | klassizistischer Sandsteinpylon, gusseisernes Becken, 1840 | Fotos hochladen                |
| Evangelisches Pfarrhaus             | Bacharacher Straße 8 Lage                    | 1730–33                            | Fachwerkhaus, teilweise massiv und verschiefert, 1730–33; Eisentafel zum Gedenken an den Durchzug Blüchers und Gneisenaus 1814 | Fotos hochladen                |
| Evangelische Kirche                 | Bacharacher Straße 10 Lage                   | 1764/65                            | barocker Saalbau, 1764/65, Verlängerung 1845/46, Turm im Unterbau eventuell mittelalterlich; Brüstungsmauer um die Kirche, 18. Jahrhundert; am Chorhaupt Familiengrabmal Utsch-Puricelli mit klassizistischem Grabmal Carl Puricelli | weitere Bilder Fotos hochladen |
| Waisenhaus                          | Bacharacher Straße, bei Nr. 11 Lage          | 1862–64                            | ehemaliges Waisenhaus; neugotischer Bruchsteinbau, 1862–64 | Fotos hochladen                |
| Kapelle zur unbefleckten Empfängnis | Bacharacher Straße, bei Nr. 11 Lage          | 1887/88                            | dreischiffiger Bruchsteinbau, 1887/88, reiche neugotische Ausstattung | Fotos hochladen                |
| Altersheim                          | Bacharacher Straße, bei Nr. 11 Lage          |                                    | ehemaliges Krankenhaus; Bruchsteinbau | BW                             |
| Katholische Schule                  | Kirchgasse 3 Lage                            | 1780                               | ehemalige katholische Schule; großes Fachwerkhaus, teilweise massiv und verschiefert, 1780 | Fotos hochladen                |
| Kreuz                               | Kirchgasse, gegenüber Nr. 3 Lage             | 18. Jahrhundert                    | Kreuz, 18. Jahrhundert | BW                             |
| Katholische Pfarrkirche St. Erasmus | Kirchgasse 4 Lage                            | 1870–72                            | neugotische Hallenkirche, Backstein, 1870–72, Kreisbaumeister Sasse, Simmern | weitere Bilder Fotos hochladen |
| Katholisches Pfarrhaus              | Kirchgasse 5 Lage                            | 1886                               | Putzbau, bezeichnet 1886, Scheune, ummauerter Garten | Fotos hochladen                |
| Kapelle und Grabmäler               | Liebshauser Straße, auf dem Friedhof Lage    | 19. Jahrhundert                    | Kapelle, Bruchsteinbau, 19. Jahrhundert; neugotisches Grabmal Puricelli, Grabmal Utsch, um 1860; Grabmal für ?, um 1844, Block mit Vase und Tuch; Grabmal Illades, um 1851; Grabmal Smirdainiskow, Gusseisen, Rheinböllener Hütte, zweite Hälfte des 19. Jahrhunderts; Brunnenbecken, Gusseisen, Rheinböllener Hütte, zweite Hälfte des 19. Jahrhunderts | BW                             |
| Grabkapelle Puricelli               | Poststraße 8 Lage                            | 1891                               | neugotischer Backsteinbau, bezeichnet 1891 | Fotos hochladen                |
| Brunnenhaus                         | Wehrstraße, bei Nr. 8 Lage                   | zweite Hälfte des 19. Jahrhunderts | Backsteinbau; gusseiserne Schwengelpumpe, Rheinböllener Hütte, zweite Hälfte des 19. Jahrhunderts | BW                             |
| Aussichtsturm Hochsteinchen         | südlich der Stadt auf dem Hochsteinchen Lage | 1893                               | Eisenkonstruktion, 1893 | weitere Bilder Fotos hochladen |
| Meilenstein                         | südlich der Stadt an der L 214 Lage          | 1820                               | preußischer Ganzmeilenstein, Sandsteinobelisk, 1820 | Fotos hochladen                |

## Kleinweidelbach

### Einzeldenkmäler
| Bezeichnung            | Lage                   | Baujahr         | Beschreibung                   | Bild |
| ---------------------- | ---------------------- | --------------- | ------------------------------ | ---- |
| Back- und Gemeindehaus | Kleinweidelbach 7 Lage | 18. Jahrhundert | Bruchsteinbau, 18. Jahrhundert | BW   |

## Rheinböllerhütte

### Denkmalzonen
| Bezeichnung                     | Lage              | Baujahr           | Beschreibung | Bild                           |
| ------------------------------- | ----------------- | ----------------- | --- | ------------------------------ |
| Denkmalzone Rheinböllener Hütte | Teves-Straße Lage | 1830er/40er Jahre | ehemals wichtigste Eisenhütte im Soonwald, bekannt seit dem 9. Jahrhundert, die Hütte seit 1598 bezeugt, Ende des 18. Jahrhunderts Übernahme durch die Brüder Puricelli; Gruppe von Gebäuden der 1830er/40er Jahre und 1880er/90er Jahre: neues Direktionshaus, alte Lagerhalle, Torhaus/Magazin, Casino, Wohnhäuser, ehemaliges Gärtnerhaus und Brücke sowie Gruftkapelle St. Maria und St. Michael der Familie Puricelli | weitere Bilder Fotos hochladen |

### Einzeldenkmäler
| Bezeichnung                            | Lage                  | Baujahr                            | Beschreibung | Bild                           |
| -------------------------------------- | --------------------- | ---------------------------------- | --- | ------------------------------ |
| Gruftkapelle St. Maria und St. Michael | Teves-Straße Lage     | 1857                               | Gruftkapelle der Familie Puricelli; Bruchsteinsaal, 1857, Erweiterung mit Trikonchos und Vierungsturm, 1906, Architekt Eduard Endler, Köln                                                   | weitere Bilder Fotos hochladen |
| Wohnhaus                               | Teves-Straße 6–8 Lage | zweite Hälfte des 19. Jahrhunderts | Wohnhaus, ehemaliger Putzbau, das Mauerwerk freigelegt, zweite Hälfte des 19. Jahrhunderts                                                                                                   | Fotos hochladen                |
| Torhaus/Magazin                        | Teves-Straße 20 Lage  | um 1830/40                         | eingeschossiger Bruchsteinbau mit Uhrturm, um 1830/40; zugehörig: Brücke, um 1840 | Fotos hochladen                |
| Wohnhaus                               | Teves-Straße 21 Lage  | 1860                               | spätklassizistischer Zweiflügelbau, 1860 | Fotos hochladen                |
| Casino                                 | Teves-Straße 24 Lage  | zweite Hälfte des 19. Jahrhunderts | ehemaliger Putzbau, Hausteinbau mit Kniestock, zweite Hälfte des 19. Jahrhunderts | Fotos hochladen                |
| Gärtnerhaus                            | Teves-Straße 30 Lage  | 18. oder 19. Jahrhundert           | eingeschossiger Mansardwalmdachbau, Fachwerk verputzt, 18. oder 19. Jahrhundert; Bruchsteinscheune, teilweise Fachwerk, Krüppelwalmdach, 19. Jahrhundert; Brücke, Mitte des 19. Jahrhunderts | Fotos hochladen                |